# NGC 154
NGC 154 je galaksija u zviježđu Kit.

## Vanjske poveznice
- SEDS: NGC 0154